# Vallée de l'Orge
Pour les articles homonymes, voir Orge (rivière) et Orge.
La vallée de l'Orge, parfois appelée « val d'Orge »,, est une vallée de la région naturelle du Hurepoix où coule l'Orge, un affluent de la Seine dont le cours traverse les départements des Yvelines et de l'Essonne.
Au carrefour des grandes voies de communication depuis le XIXe siècle (RN 20, autoroute A6, ligne de Paris à Bordeaux), la vallée de l'Orge se caractérise par une pénéplaine fertile formant le cœur du département mais fortement disparate entre l'amont et l'aval. Au nord, une urbanisation dense se distingue, tandis qu'au sud des espaces boisés côtoient les vastes plaines de grande culture céréalières.

## Géographie

### Situation
L'acception actuelle de la vallée de l'Orge désigne un territoire situé dans le département de l'Essonne, au sud de la région Île-de-France et au sein de la région naturelle française du Hurepoix. Elle correspond aux anciennes communautés d'agglomération des Portes de l'Essonne (en partie), du Val d'Orge et de l'Arpajonnais (actuelle Cœur d'Essonne Agglomération), la commune d'Épinay-sur-Orge et à la communauté de communes Le Dourdannais en Hurepoix.
La vallée de l'Orge est délimitée à l'ouest, par la vallée de l'Yvette (vallée de Chevreuse), le plateau de Saclay et la forêt de Rambouillet, au sud-est par la vallée de l'Essonne et au sud-ouest par le plateau de la Beauce et la Stampien. Elle est située entre vingt et trente kilomètres au sud de Paris.
En amont, les communes d'Arpajon, Égly, Bruyères-le-Châtel, Breuillet, Breux-Jouy, Saint-Chéron, Sermaise, Roinville, Dourdan, Sainte-Mesme, Corbreuse et Saint-Martin-de-Bréthencourt forment la haute vallée de l'Orge. Certaines de ces communes font partie du pays d'Yveline. En aval, les communes d'Athis-Mons, Viry-Châtillon, Juvisy-sur-Orge, Savigny-sur-Orge, Épinay-sur-Orge, Villiers-sur-Orge, Sainte-Geneviève-des-Bois, Saint-Michel-sur-Orge, Brétigny-sur-Orge, Saint-Germain-lès-Arpajon et Arpajon forment la partie basse de la vallée de l'Orge.
Parmi les communes traversées par l'Orge, celles de Saint-Chéron à Saint-Martin-de-Bréthencourt ne font pas partie de l'agglomération parisienne. La petite ville d'Épinay-sur-Orge marque la frontière entre l'urbanisation dense de l'aire urbaine de Paris et la ruralité de la vallée.

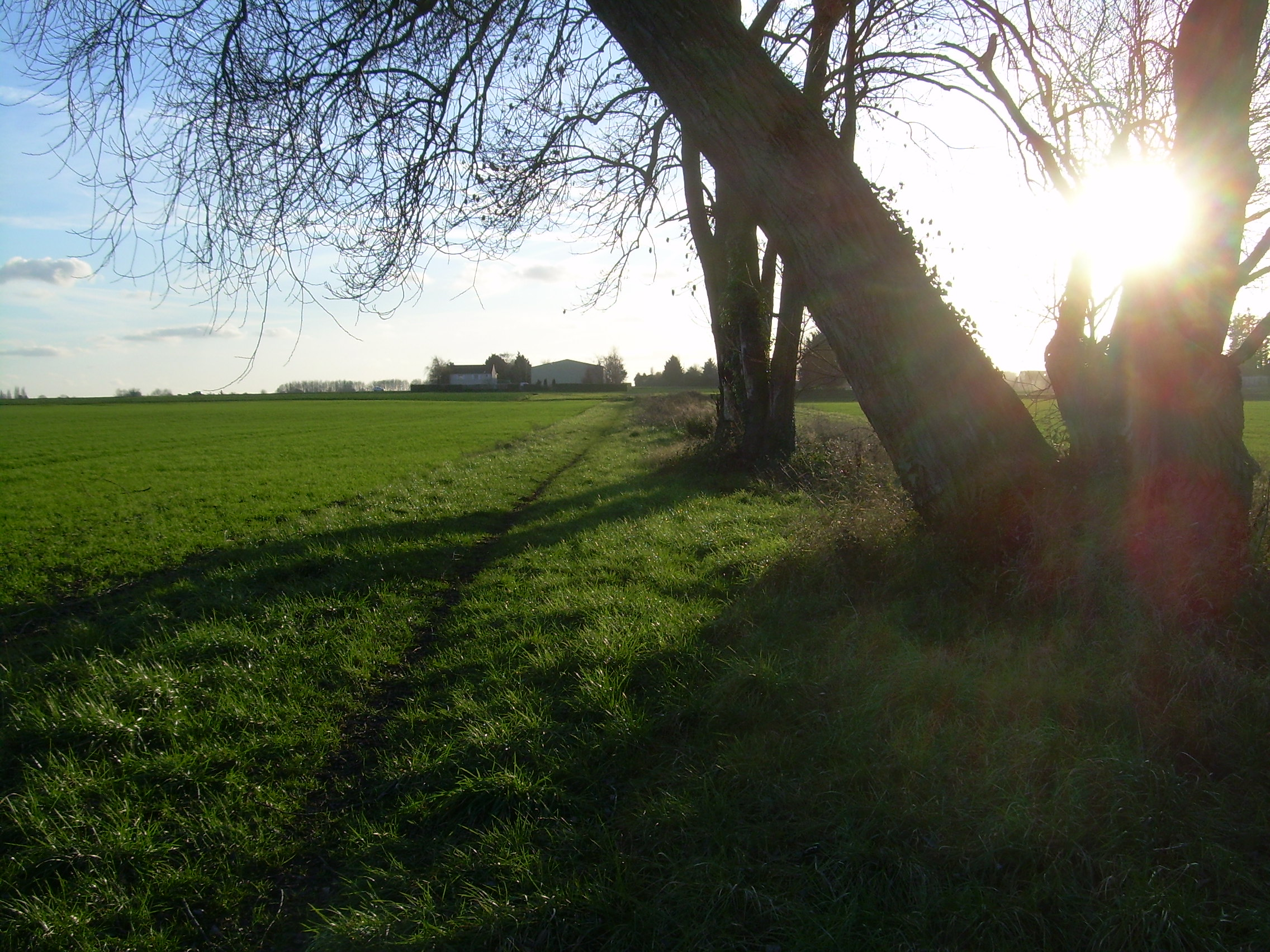
La plaine agricole d'Épinay-sur-Orge.

### Relief et géologie
La vallée de l'Orge est géologiquement implantée dans le Bassin parisien. Au nord, à proximité de la vallée de l'Yvette, le sous-sol de vallée de l'Orge se compose de marne, le sable compacté forme des blocs de meulière. S'ajoute également une couche d’argile à silex.

### Hydrographie
La vallée est traversée du sud-ouest au nord-est par la rivière l’Orge, depuis Saint-Martin-de-Bréthencourt où elle prend sa source à Athis-Mons et Viry-Châtillon où elle se jette dans la Seine en deux bras. L'Orge dans sa partie en aval entre Athis-Mons et Arpajon, traverse une zone fortement urbanisée de près de 370 000 habitants, ce qui a imperméabilisé les sols entraînant de très forts risques d'inondation.

### Climat
La vallée de l'Orge est située en Île-de-France et bénéficie d'un climat océanique atténué, caractérisé par des hivers frais, des étés doux et des précipitations également réparties sur l'année. Les températures moyennes relevées à la station départementale de Brétigny-sur-Orge s'élèvent à 10,8 °C avec des moyennes maximales et minimales de 15,2 °C et 6,4 °C. Les températures réelles maximales et minimales relevées sont de 24,5 °C en juillet et 0,7 °C en janvier, avec des records établis à 38,2 °C le 1er juillet 1952 et −19,6 °C le 17 janvier 1985. La situation en grande banlieue de la commune entraîne une moindre densité urbaine et une différence négative de un à deux degrés Celsius avec Paris. 
| Mois                                        | jan.             | fév.            | mars            | avril           | mai             | juin           | jui.            | août            | sep.            | oct.            | nov.            | déc.             | année            |
| ------------------------------------------- | ---------------- | --------------- | --------------- | --------------- | --------------- | -------------- | --------------- | --------------- | --------------- | --------------- | --------------- | ---------------- | ---------------- |
| Température minimale moyenne (°C)           | 0,7              | 1               | 2,8             | 4,8             | 8,3             | 11,1           | 13              | 12,8            | 10,4            | 7,2             | 3,5             | 1,7              | 6,4              |
| Température moyenne (°C)                    | 3,4              | 4,3             | 7,1             | 9,7             | 13,4            | 16,4           | 18,8            | 18,5            | 15,6            | 11,5            | 6,7             | 4,3              | 10,8             |
| Température maximale moyenne (°C)           | 6,7              | 7,9             | 11,9            | 15,2            | 19,2            | 22,7           | 25,5            | 25,2            | 21,3            | 16,3            | 10,5            | 7                | 15,8             |
| Record de froid (°C) date du record         | −20,6 08/01/2010 | −17 23/02/1963  | −9 07/03/1971   | −4,4 12/04/1978 | −1,9 07/05/1957 | 1,4 05/06/1991 | 3,8 01/07/1960  | 3,8 28/08/1974  | 0,2 17/09/1991  | −4,5 29/10/1985 | −9,6 24/11/1998 | −16,4 29/12/1964 | −20,6 08/01/2010 |
| Record de chaleur (°C) date du record       | 15,8 27/01/2003  | 19,5 24/02/1990 | 25,3 25/03/1955 | 29,4 20/04/2018 | 32 28/05/2017   | 37 21/06/2017  | 39,5 01/07/2015 | 39,7 08/08/2003 | 34 05/09/1949   | 30,3 01/10/1985 | 22,1 07/11/2015 | 16,8 17/12/2015  | 39,7 05/08/2003  |
| Nombre de jours avec gel                    | 13,2             | 11,8            | 8               | 2,4             | 0,3             | 0              | 0               | 0               | 0               | 1,1             | 6,6             | 11,5             | 54,9             |
| Ensoleillement (h)                          | 59               | 89              | 134             | 176             | 203             | 221            | 240             | 228             | 183             | 133             | 79              | 53               | 1 798            |
| Record de vent (km/h) date du record        | 115 20/01/1988   | 115 03/02/1990  | 101 25/03/1988  | 83 05/04/1983   | 83 12/05/1983   | 83 27/06/1990  | 122 02/07/1982  | 109 07/08/2018  | 76 21/09/1982   | 101 16/10/1987  | 104 23/11/1984  | 86 27/12/1986    | 122 07/07/1982   |
| Précipitations (mm)                         | 47,6             | 42,5            | 44,4            | 45,6            | 53,7            | 51             | 52,2            | 48,5            | 55,6            | 51,6            | 54,1            | 51,5             | 598,3            |
| Record de pluie en 24 h (mm) date du record | 20,6 20/01/1972  | 20,7 19/02/1977 | 31,3 07/03/1989 | 26,1 22/04/1989 | 35,8 18/05/1978 | 53 01/06/1973  | 65,8 19/07/1972 | 95,7 14/08/1987 | 39,4 12/09/1989 | 55,2 24/10/1966 | 38,7 20/11/1965 | 40 05/12/1988    | 95,7 24/08/1987  |
| Humidité relative (%)                       | 89               | 84              | 79              | 74              | 77              | 75             | 73              | 74              | 79              | 86              | 89              | 89               | 81               |
| Nombre de jours avec neige                  | 4,2              | 3,7             | 2,6             | 0,9             | 0               | 0              | 0               | 0               | 0               | 0               | 1,4             | 2,7              | 15,5             |
| Nombre de jours avec grêle                  | 0,3              | 0,2             | 0,7             | 0,9             | 0,5             | 0,2            | 0,1             | 0,1             | 0,1             | 0,1             | 0,2             | 0,2              | 3,5              |
| Nombre de jours d'orage                     | 0,4              | 0,3             | 0,8             | 1,9             | 3,3             | 3,1            | 3,4             | 3,3             | 1,5             | 0,9             | 0,3             | 0,2              | 19,5             |
| Nombre de jours avec brouillard             | 2,6              | 1,8             | 0,6             | 0,4             | 0,4             | 0,1            | 0               | 0,2             | 0,9             | 2,1             | 2,5             | 2,1              | 13,4             |

| Diagramme climatique                                  |          |             |             |             |            |            |              |              |             |             |          |
| J                                                     | F        | M           | A           | M           | J          | J          | A            | S            | O           | N           | D        |
| 6,70,747,6                                            | 7,9142,5 | 11,92,844,4 | 15,24,845,6 | 19,28,353,7 | 22,711,151 | 25,51352,2 | 25,212,848,5 | 21,310,455,6 | 16,37,251,6 | 10,53,554,1 | 71,751,5 |
| Moyennes : • Temp. maxi et mini °C • Précipitation mm |          |             |             |             |            |            |              |              |             |             |          |

Plusieurs autres stations météorologiques de moindre importance sont réparties dans la vallée de l'Orge, à Dourdan où une station automatique de niveau 2 est implantée, et à Épinay-sur-Orge, Saint-Chéron et Sainte-Geneviève-des-Bois pour les stations manuelles de niveau 4.

### Voies de communication et transports

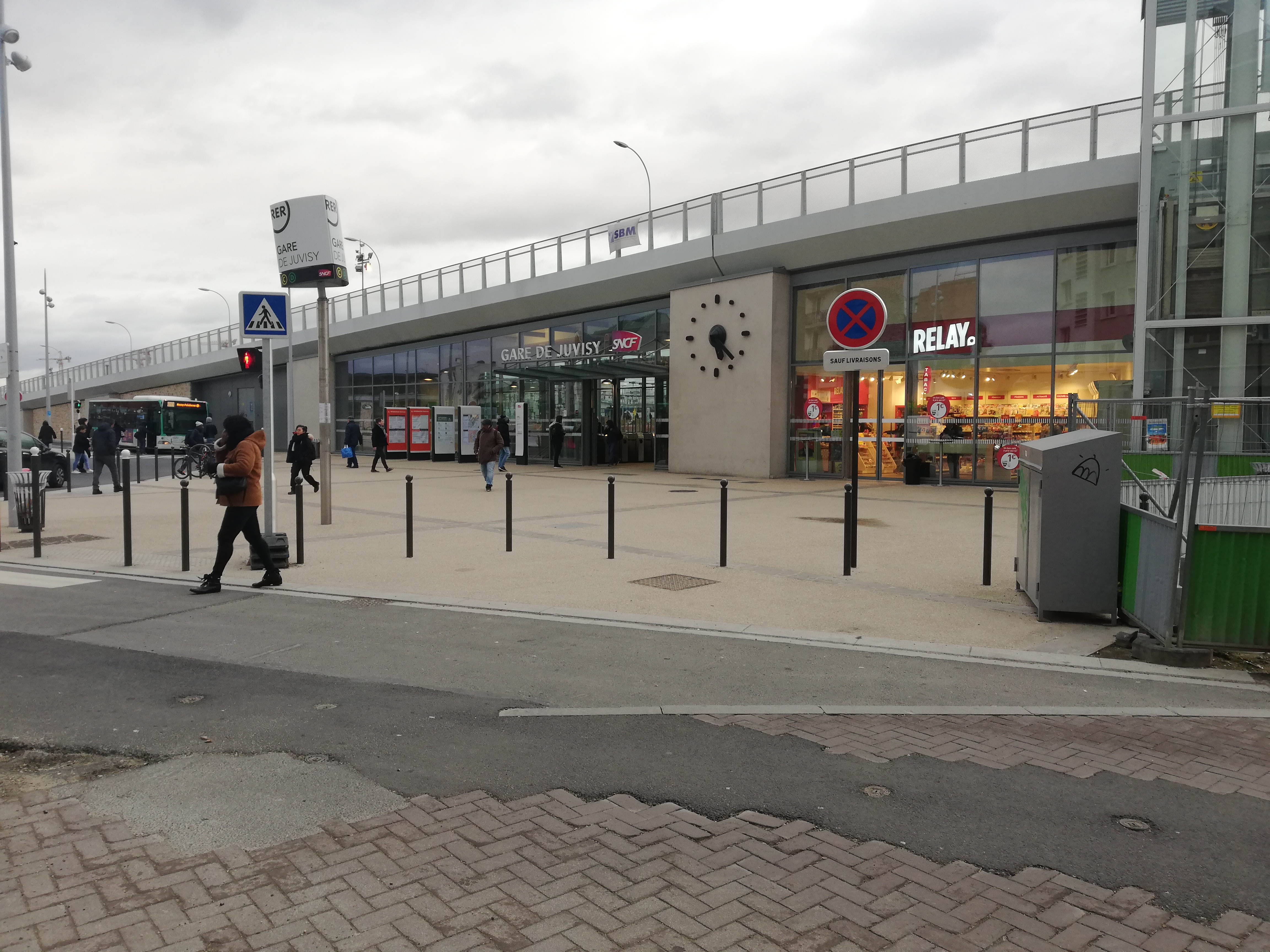
La gare ferroviaire de Juvisy, en 2020.

La vallée de l'Orge est parcourue d'est en ouest par la ligne C du RER d'Île-de-France et dispose de 17 gares : les gares d'Athis-Mons, Viry-Châtillon, Juvisy, Savigny-sur-Orge, Épinay-sur-Orge, Sainte-Geneviève-des-Bois, Saint-Michel-sur-Orge, Brétigny, La Norville - Saint-Germain-lès-Arpajon, Arpajon, Égly, Breuillet - Bruyères-le-Châtel, Breuillet-Village, Saint-Chéron, Sermaise, Dourdan et Dourdan - La Forêt.

## Urbanisme

### Architecture
La meulière marque le style architectural de la vallée de l'Orge, comme la majorité des communes environnant Paris.

## Histoire

### Préhistoire et Moyen Âge
La rivière l'Orge et la fertilité des terres ont probablement joué un rôle dans l'installation des premiers habitants au sein de la vallée. Au fil des siècles, l'agriculture, la teinturerie, la poterie ou encore la tannerie se développent sur les berges de la rivière. Des vestiges gallo-romains retrouvés au cours de fouilles archéologiques retrouvés à Dourdan, Saint-Martin-de-Bréthencourt, Épinay-sur-Orge (armes et outils en silex) ou encore à Brétigny-sur-Orge attestent que la vallée était habitée depuis l'époque préhistorique.
À Brétigny-sur-Orge, des fondations de villa rustica et de la vaisselle gallo-romaine prouvent également l’importance agricole de la localité depuis cette époque.
À Dourdan, ancienne capitale du Hurepoix, des tombes préhistoriques ont pu être découvertes, attestant d'une première présence humaine sur le lieu autour du VIe millénaire avant Jésus-Christ. L'étymologie du nom de la commune serait liée à un peuplement par les Celtes à l'âge du fer, Dour signifiant l’eau et se rapportant à l’Orge. Le château féodal de Saint-Martin-de-Bréthencourt, où l'Orge prend sa source, marquait la fin du plateau de la Beauce et contrôlait l'arrivée des marchandises de la plus vaste plaine céréalière du Bassin parisien,.

### Époque contemporaine
Au XIXe siècle, la vallée bénéficie d'une modernisation importante avec la création de plusieurs lignes de chemin de fer. Le 5 mai 1843, la partie basse de la vallée, entre Juvisy-sur-Orge et Brétigny-sur-Orge via Épinay-sur-Orge est desservie par l'une des premières grandes radiales ferroviaires françaises, la ligne de chemin de fer Paris-Orléans sur sa section de Juvisy à Orléans,.
En 1865, le territoire de la partie haute de la vallée, de Brétigny-sur-Orge à Sainte-Mesme, est profondément bouleversé par l'arrivée de la ligne de Paris à Tours par Vendôme de la Compagnie du chemin de fer de Paris à Orléans (PO).
Le 1er mai 1894, la vallée ensuite connaît l'arrivée de l’Arpajonnais, un chemin de fer secondaire établi le long de l'ancienne voie royale de Paris à Orléans, l'actuelle route nationale 20. Reliant la vallée à Paris et la porte d'Orléans, le chemin de fer sur route dessert Longpont-sur-Orge, Montlhéry, Linas, Leuville-sur-Orge, Saint-Germain-lès-Arpajon et Arpajon jusqu'à sa fermeture en 1936. Il permit un accès direct et rapide aux halles de Paris pour les agriculteurs de la vallée et du sud de la Seine-et-Oise,.
Au milieu du XXe siècle, un parc aérien militaire est installé sur les terres de Brétigny-sur-Orge. Après la Seconde Guerre mondiale, il devient la base aérienne 217 abritant le centre d’essais en vol et l’institut de médecine aérospatiale du service de santé des armées (IMASSA). Le 15 août 1953 puis le 31 mai 1955, Jacqueline Auriol y fut la première femme à dépasser le mur du son à bord d’un Mystère II. Cette histoire aéronautique permet aujourd’hui à Brétigny-sur-Orge de revendiquer le titre de « berceau de l’aviation ».
En 1979, la ligne C du RER d'Île-de-France est mise en service sur les lignes de chemins de fer qui desservent la vallée depuis le XIXe siècle : sur la ligne de Paris à Orléans entre Athis-Mons et Brétigny-sur-Orge, puis sur la ligne de Paris à Tours entre Brétigny-sur-Orge et Dourdan - La Forêt.

Logo de l'ancienne communauté d'agglomération du Val d'Orge.

Le 1er janvier 2001, la communauté d'agglomération du Val d'Orge par arrêté du préfet du 21 novembre 2000, rassemblant les communes de Fleury-Mérogis, Morsang-sur-Orge, Sainte-Geneviève-des-Bois, Saint-Michel-sur-Orge, Villemoisson-sur-Orge et Villiers-sur-Orge. Le 1er janvier 2003, les communes de Brétigny-sur-Orge et du Plessis-Pâté, s'ajoutent à l'intercommunalité, suivies le 1er janvier 2004 par la commune de Leuville-sur-Orge.
Le 12 juillet 2013 à 17 h 11, un accident ferroviaire se produit à la gare de Brétigny : le train Intercités no 3657 devant relier la gare de Paris-Austerlitz à celle de Limoges-Bénédictins a déraillé. Sept personnes ont succombé dans l'accident et soixante-neuf ont été blessées.
En juin 2016, de nombreuses communes de l'Essonne sont touchées par des inondations importantes, dont certaines de moindre mesure dans la vallée de l'Orge où le débit habituel d’environ 3 m3/s est passé à 45 m3/s, notamment à Juvisy-sur-Orge, Savigny-sur-Orge, ou encore à Breuillet.

## Population et société

### Sports
Depuis près de vingt ans, la course à pied et à vélo « La Valdorgienne » de seize kilomètres à travers la vallée de l'Orge est organisée chaque année entre Villemoisson-sur-Orge et Arpajon, d'abord par la communauté d'agglomération du Val d'Orge, puis par Cœur d'Essonne Agglomération,.

## Patrimoine

### Châteaux

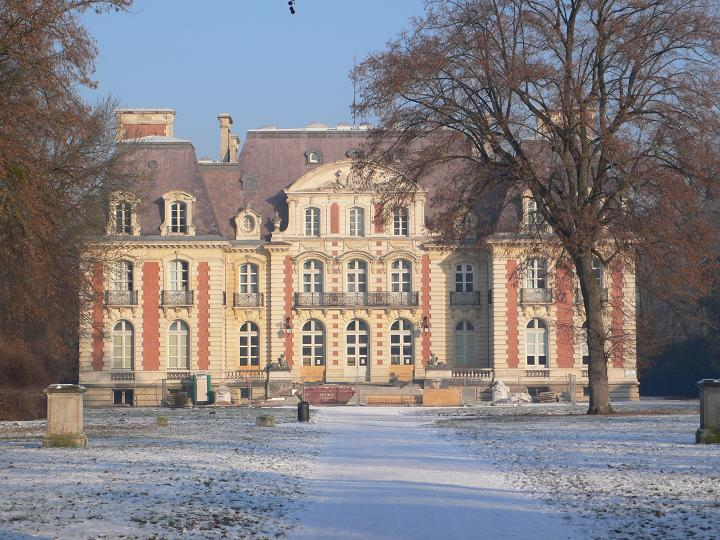
Château de la Fontaine (Brétigny-sur-Orge).
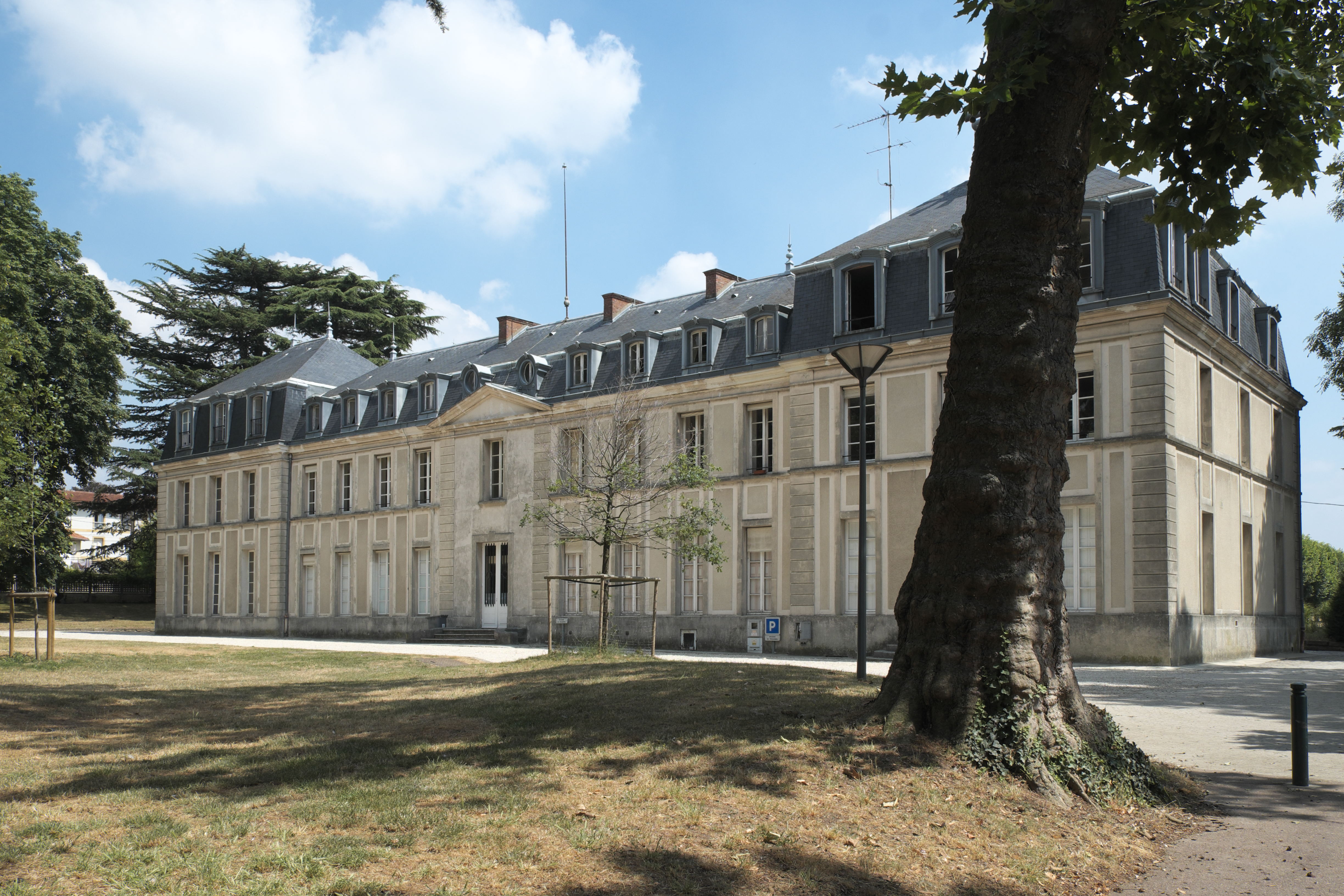
Château d'Épinay-sur-Orge.
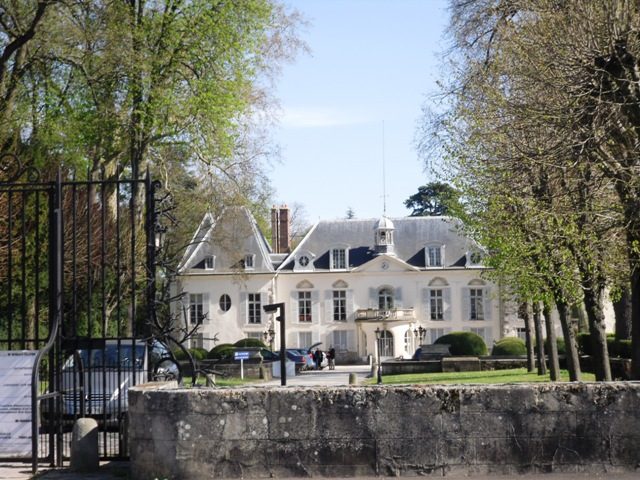
Château de Villebouzin (Longpont-sur-Orge).
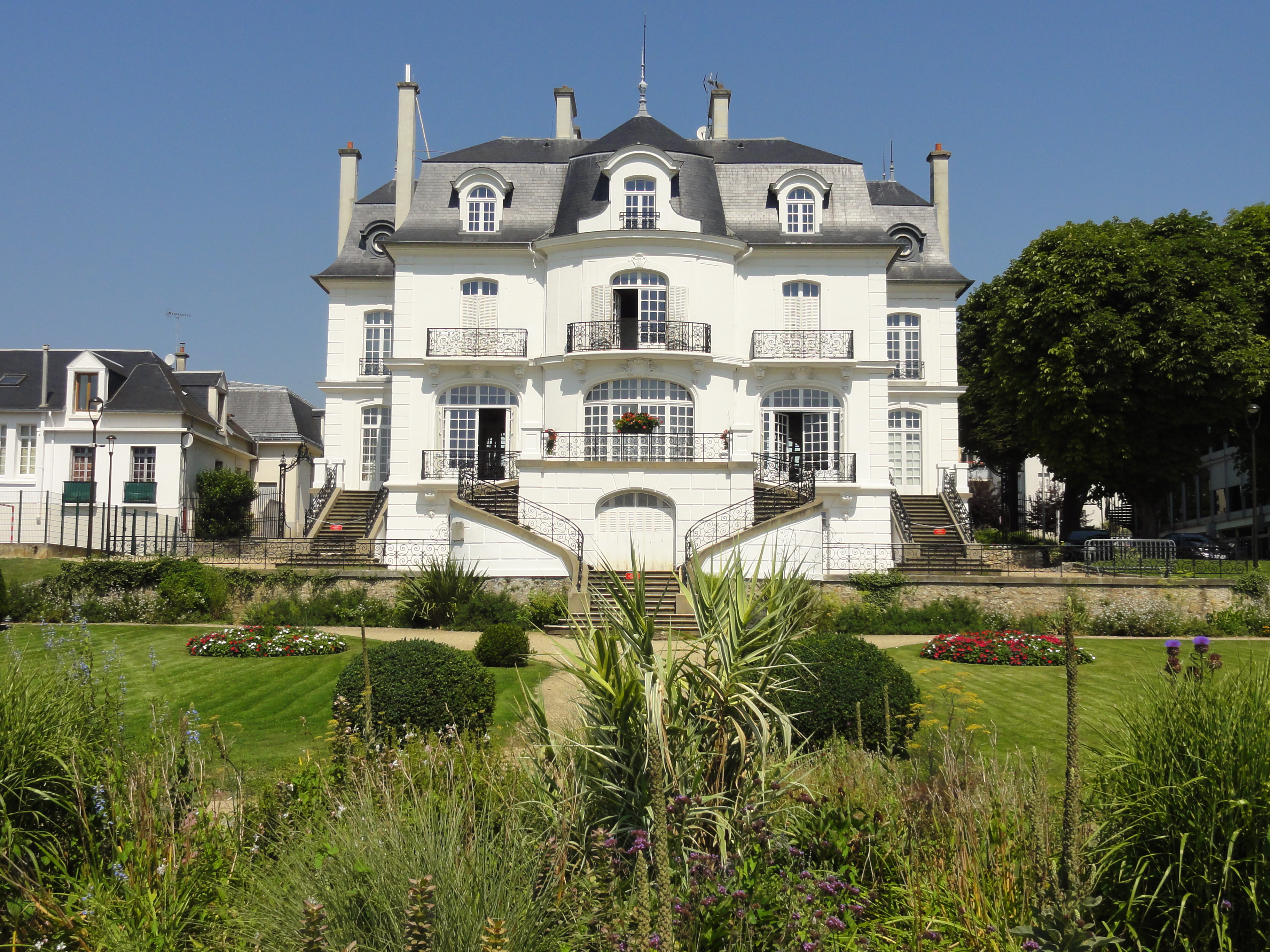
Château d'Avaucourt (Athis-Mons).
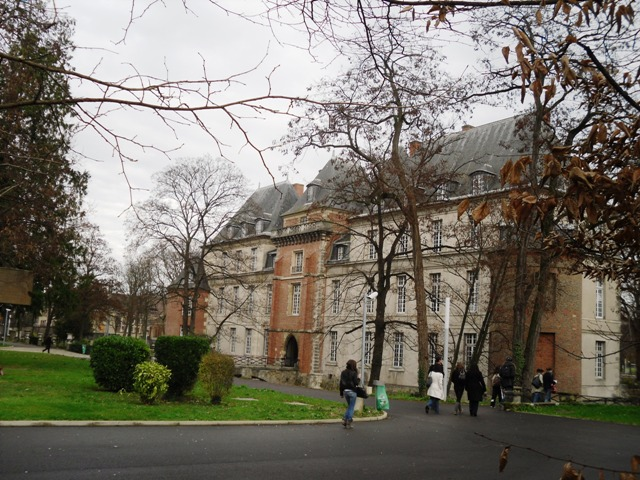
Château de Savigny-sur-Orge, actuel lycée Corot.
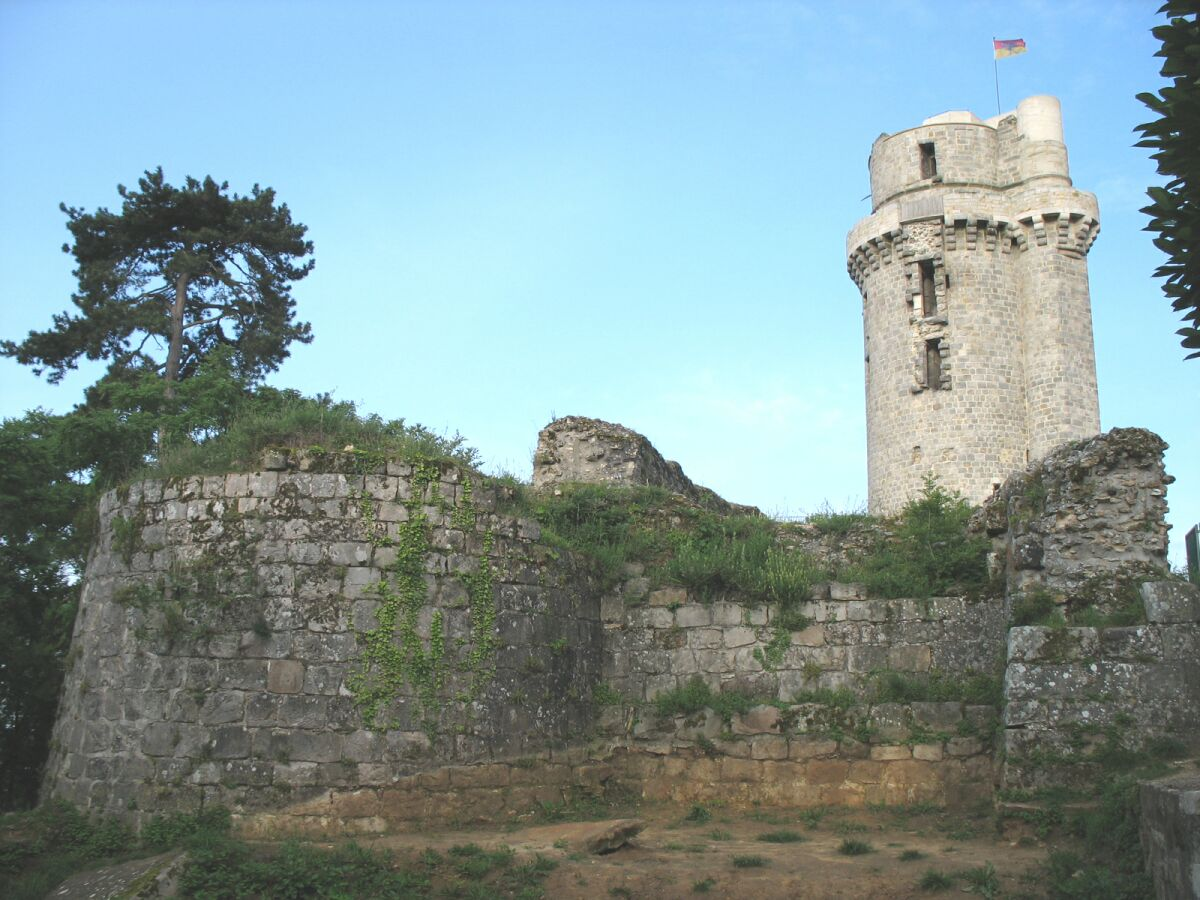
Château de Montlhéry.
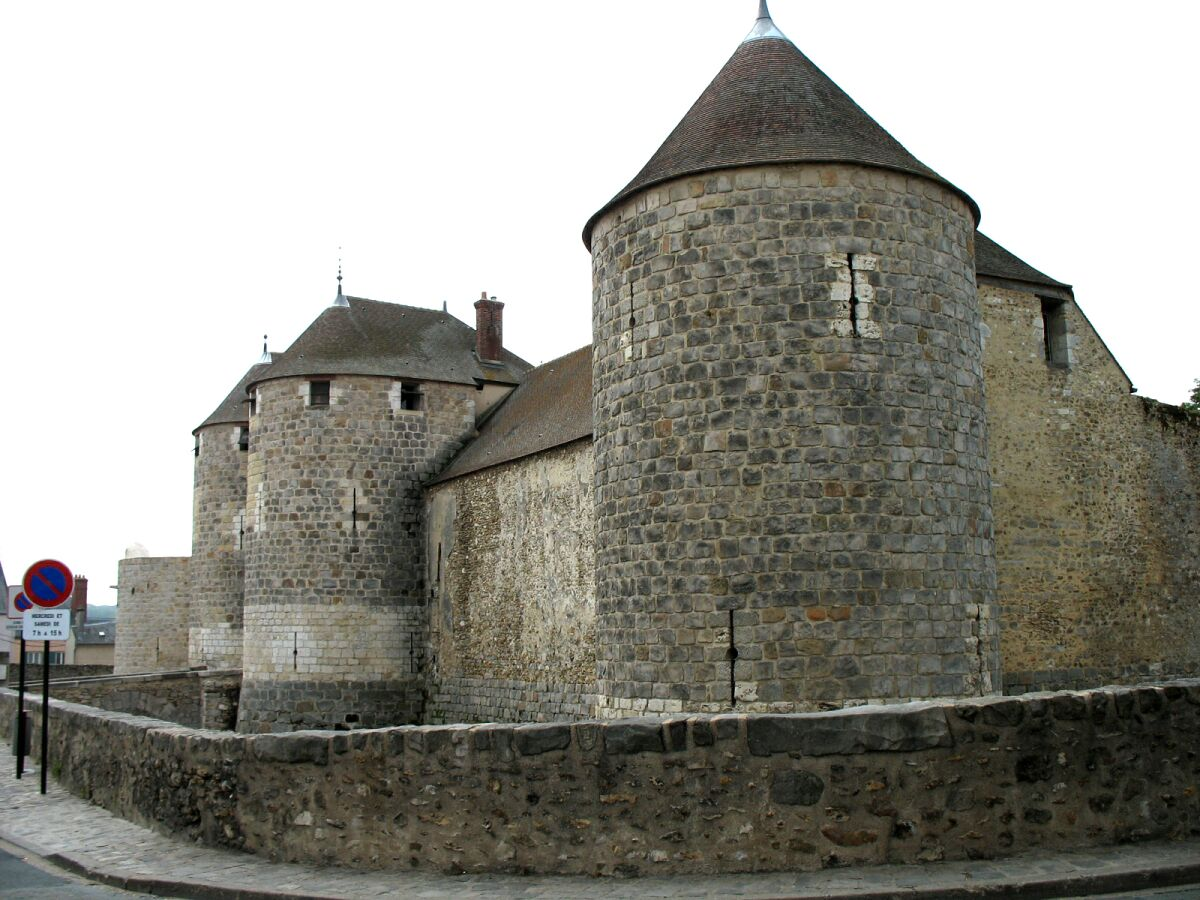
Château de Dourdan.
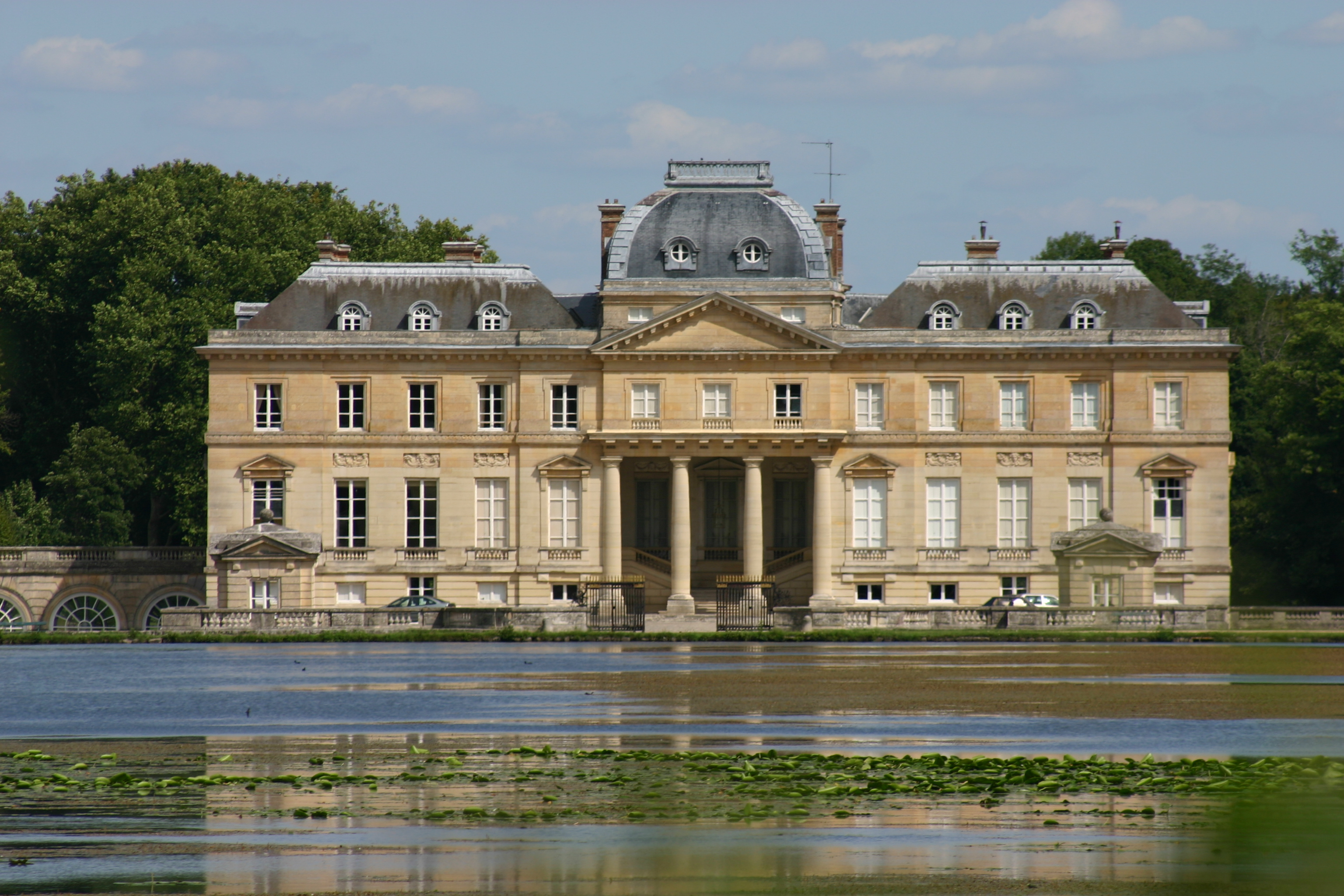
Château du Marais (Le Val-Saint-Germain).
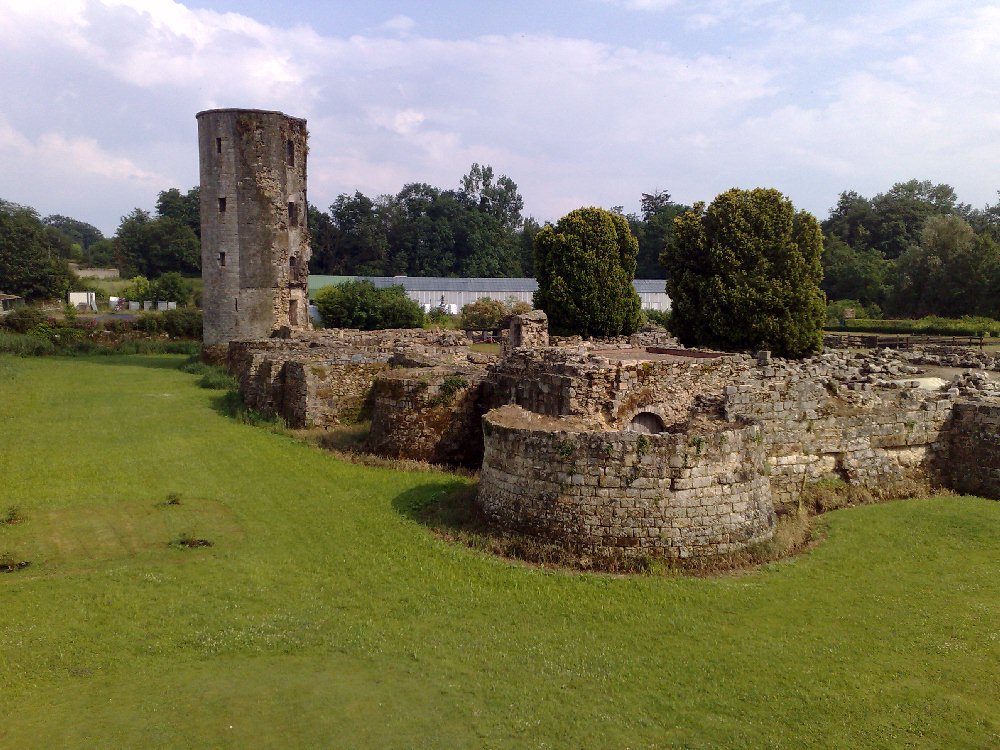
Château de Montagu (Marcoussis).
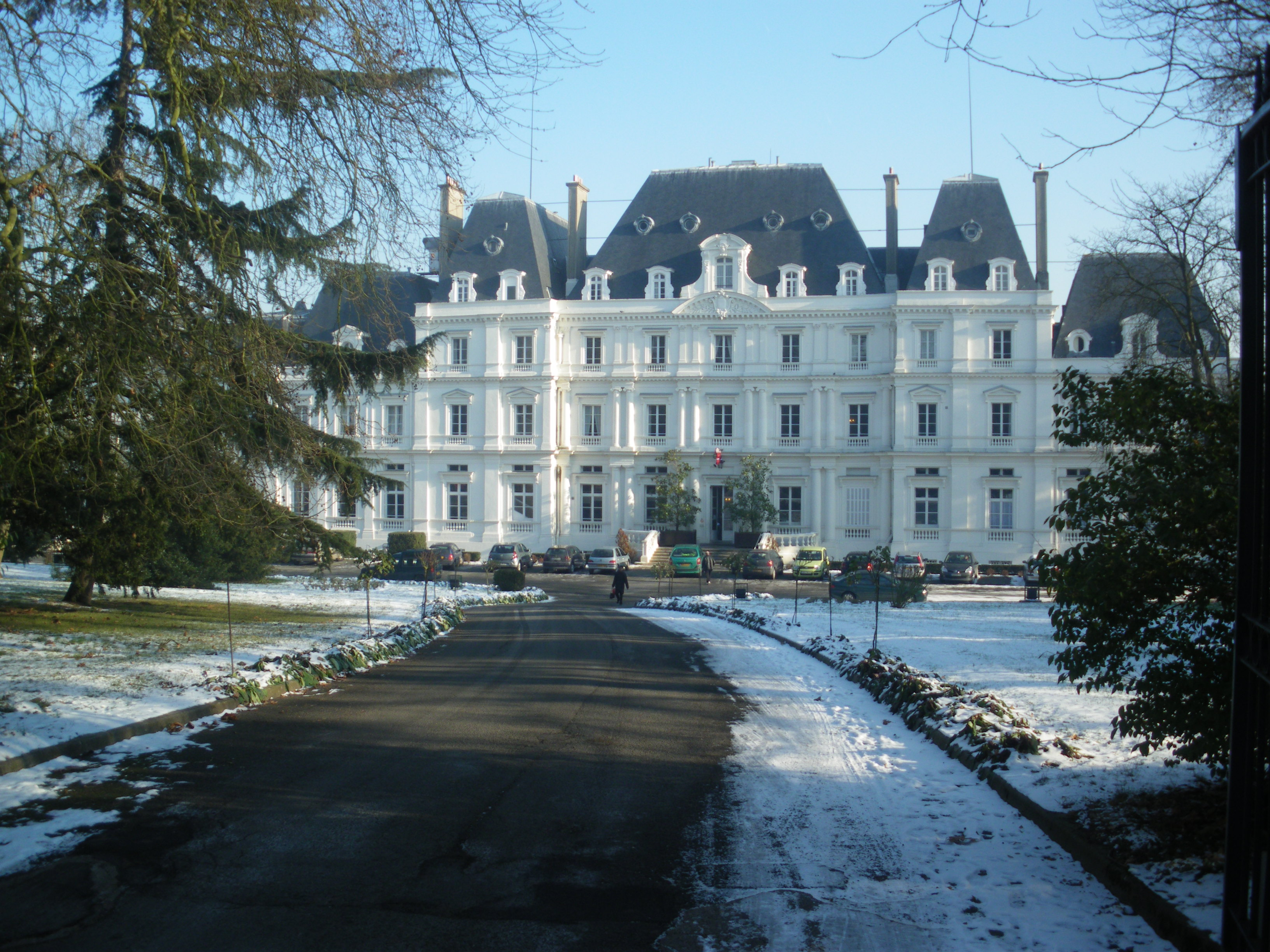
Château de Lormoy (Longpont-sur-Orge).

### Les bassins

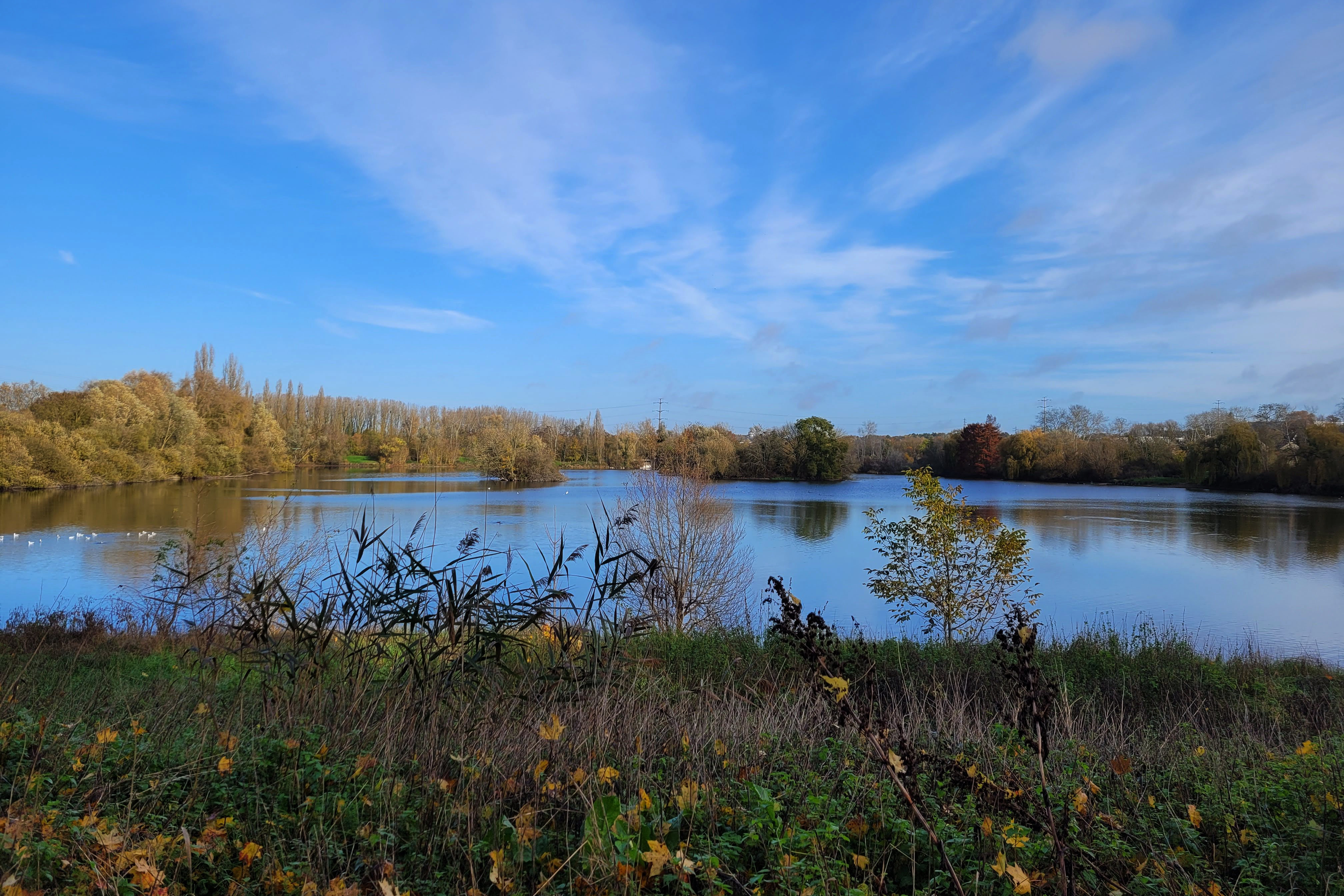
Bassin sud du parc de Lormoy, vallée de l’Orge (Essonne).
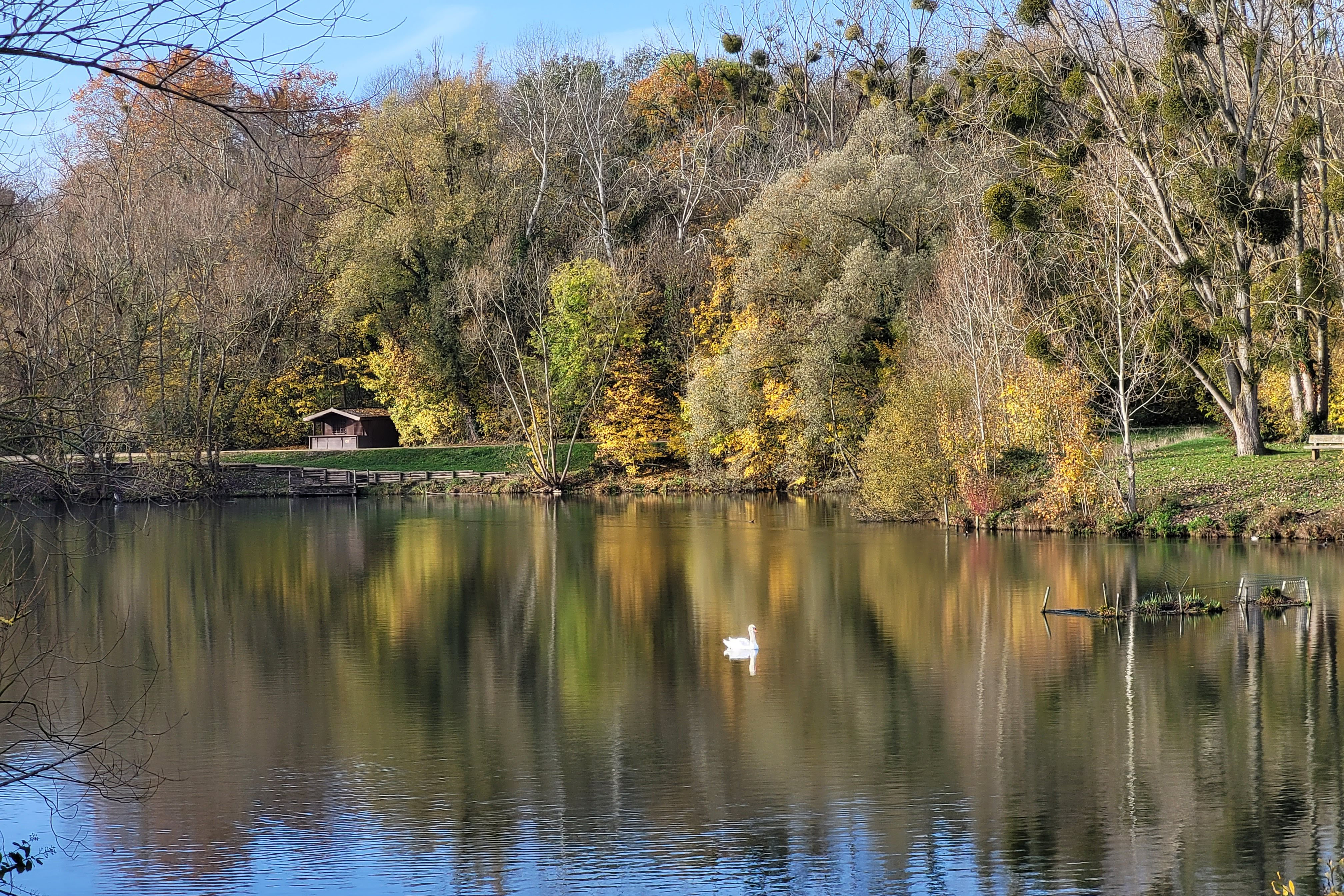
Bassin nord du parc de Lormoy, vallée de l’Orge (Essonne).
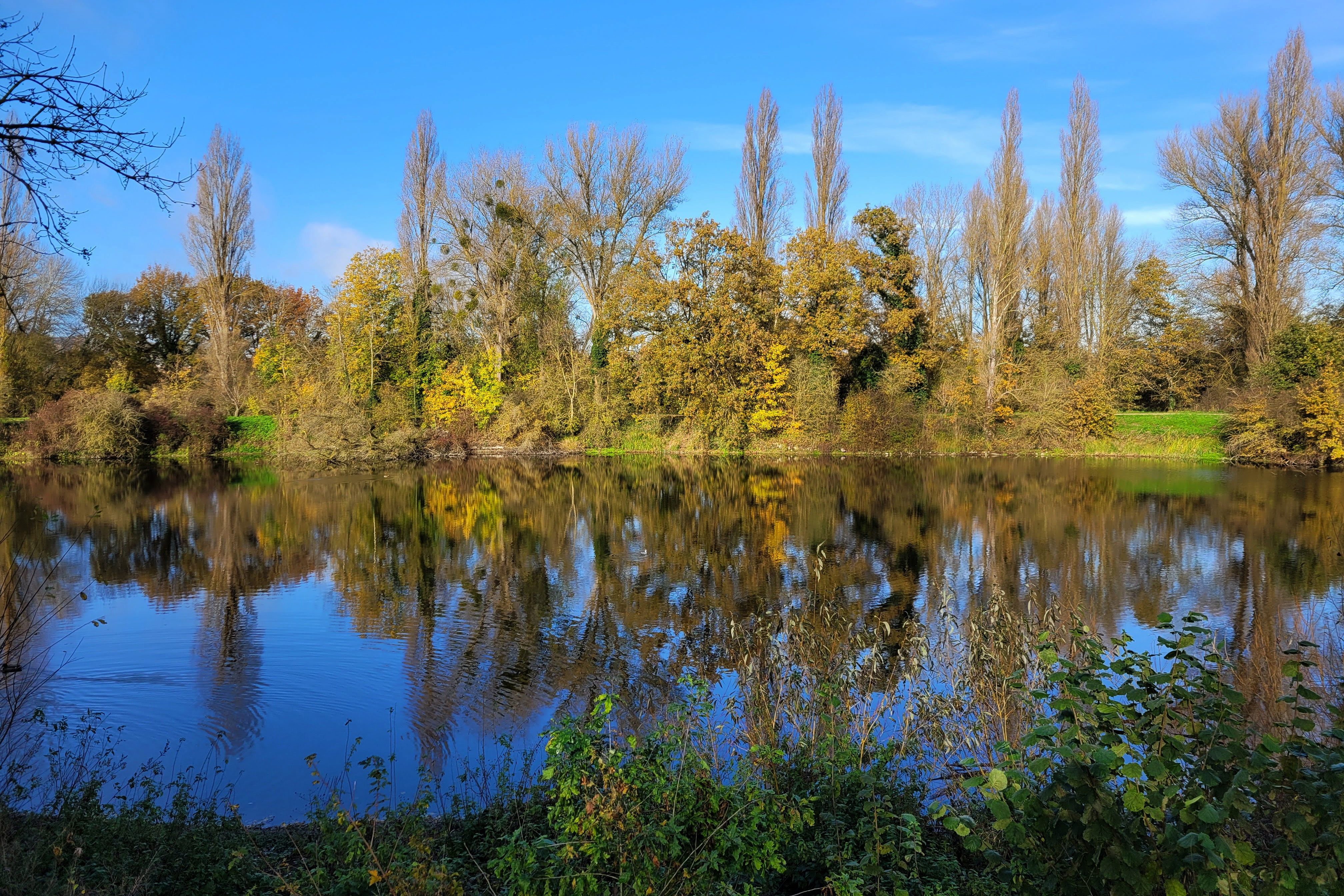
Bassin du Petit-Paris, vallée de l’Orge (Essonne).

### Autres lieux

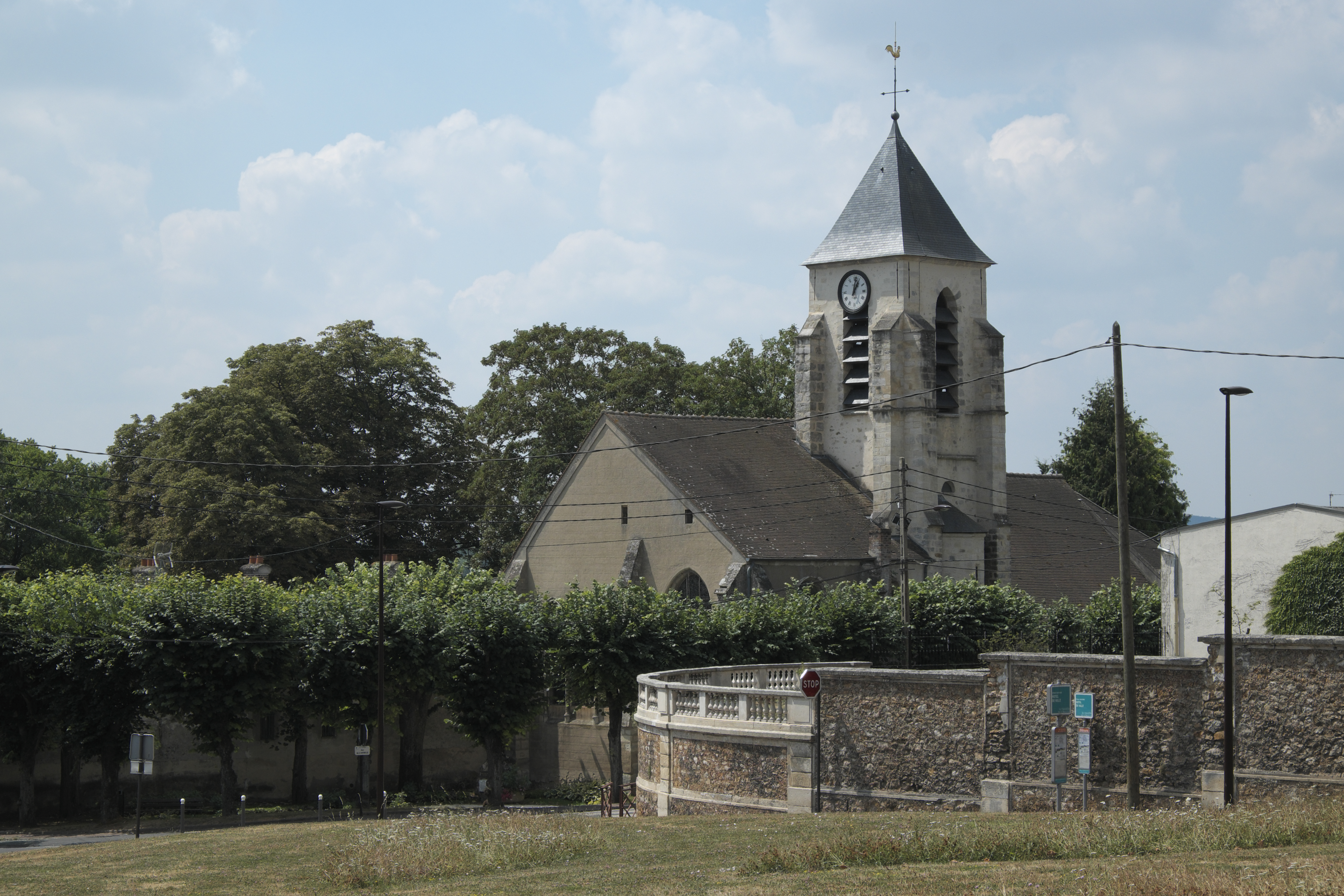
Église Saint-Leu Saint-Gilles d'Épinay-sur-Orge.
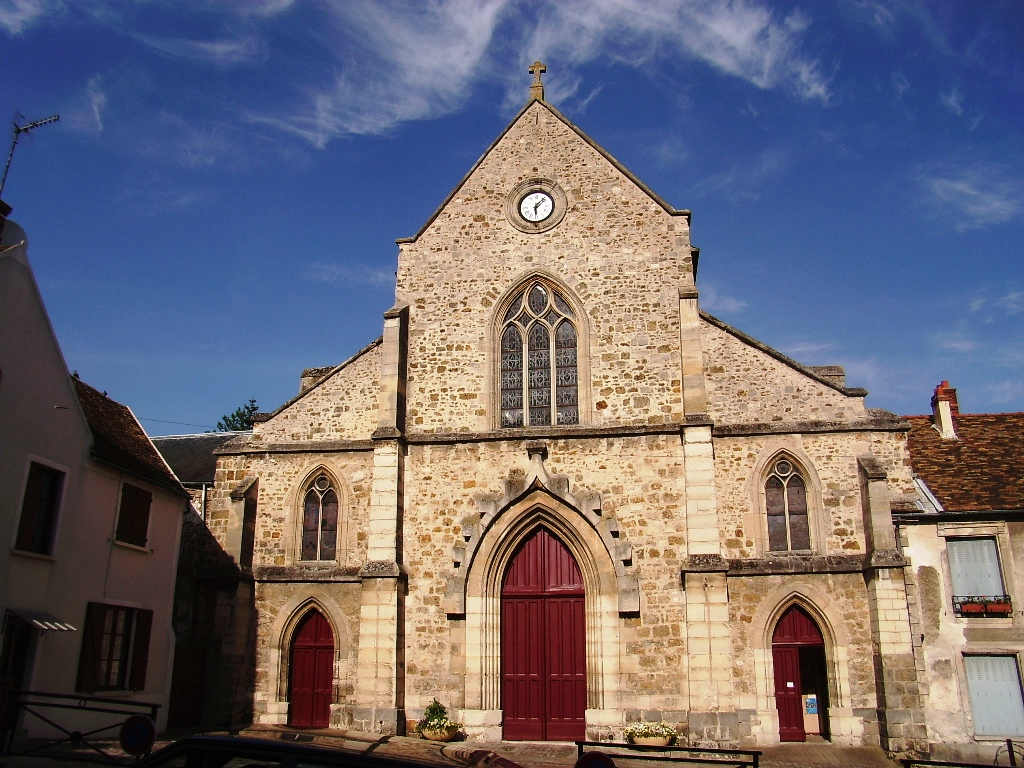
Église Saint-Clément d'Arpajon.

## Pour approfondir